# 中央市役所
中央市役所（ちゅうおうしやくしょ）は、山梨県中央市の行政を執行する機関。

## 概要
3庁舎による分散式の市庁舎になっているが、2019年を目途に田富庁舎隣接の田富福祉センターを解体し、増築庁舎建設、分庁舎方式を改めて本庁舎とする計画となっている。

## 沿革
- 2006年 - 中央市が発足し、旧3町村の役場（田富庁舎、玉穂庁舎 豊富庁舎）を分庁舎とした（分庁舎方式）。暫定的に新市の事務所は田富庁舎となる。
- 2016年 - 中央市庁舎整備基本計画を策定[1]。
- 2019年 - 田富町庁舎に統合庁舎を建設予定。これにより市役所は一つとなる。

## 組織
田富庁舎
- 政策秘書課
- 総務課
- 危機管理課
- 財政課
- 管財課
- 会計課
- 議会事務局

玉穂庁舎
- 市民課
- 環境課
- 保険課
- 税務課
- 福祉課

豊富庁舎
- 農政課
- 商工観光課